# Adolf Hagen (Komponist)

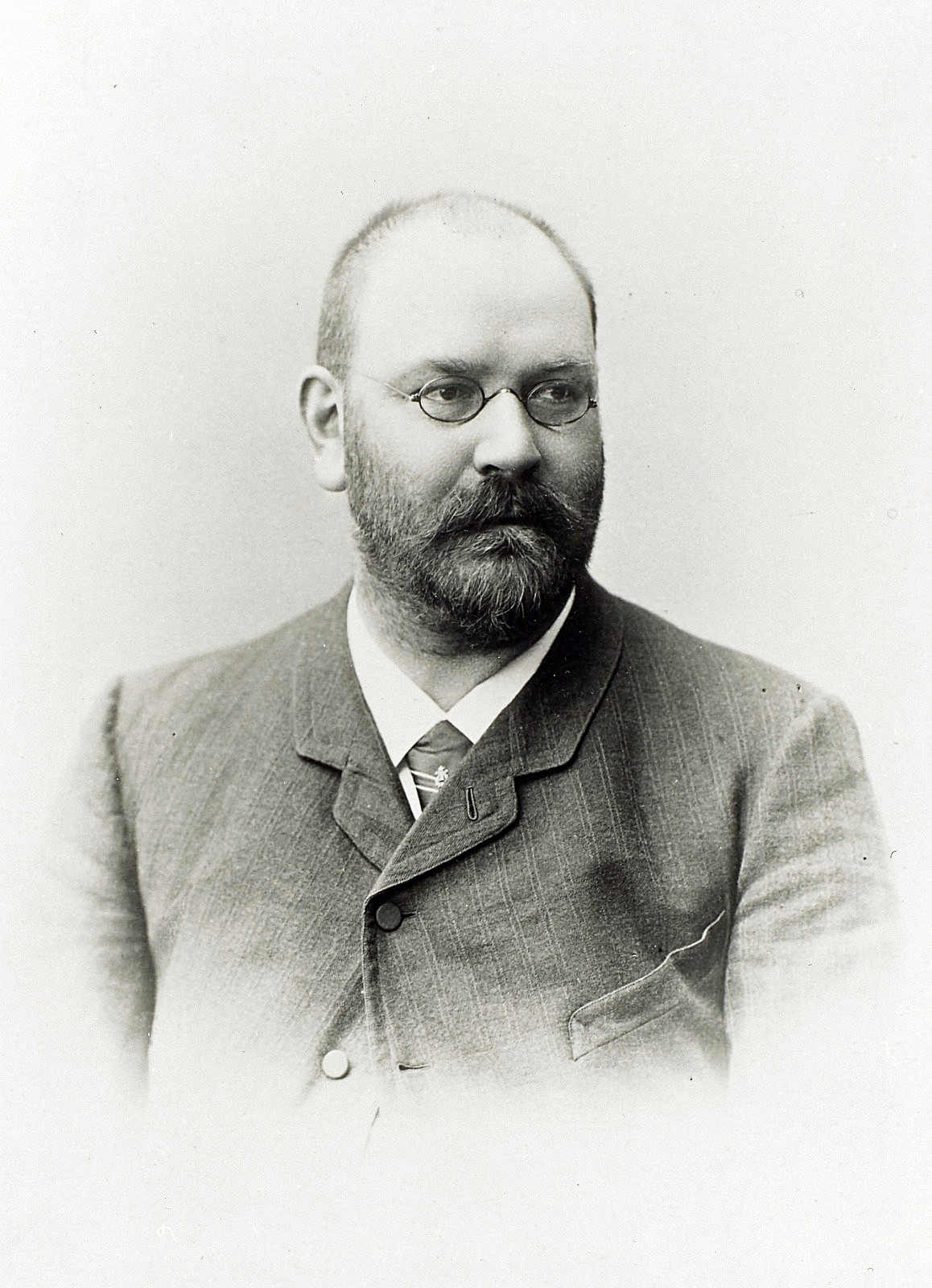
Kapellmeister Adolf Hagen

Adolf Hagen (auch Ludwig Gustav Adolf Hagen) (* 4. September 1851 in Bremen; † 6. Juni 1926 in Dresden) war ein deutscher Dirigent und Hofkapellmeister.
Sein Vater war der Hofkapellmeister Johann Baptist Hagen († 1870), der von 1841 bis 1856 als Operndirigent in Bremen wirkte.
Adolf Hagen studierte Violine bei Kahl, Freudenberg und Joachim Raff (1822–1882) und trat bereits als 15-Jähriger als Geiger in die Kapelle des Hoftheaters in Wiesbaden ein. Daneben trat er auch als Klaviersolist auf. Er war dann Kapellmeister am Stadttheater in Danzig und in Bremen. Ab 1877 war er erster Kapellmeister in Freiburg im Breisgau. Über Zwischenstationen in Hamburg und Riga wurde er durch den Intendanten Julius von Platen (1816–1889) als Nachfolger des Dirigenten Franz Wüllner (1832–1902) an das Hoftheater in Dresden geholt.
Adolf Hagen wirkte von 1883 bis zu seiner Pensionierung im Jahr 1913 als Hofkapellmeister bei der Dresdner Hofkapelle. Von 1884 bis 1889 war er auch künstlerischer Direktor des Königlichen Konservatoriums und Musikdirektor der Dreyssigschen Singakademie in Dresden.
Seit 1888 war er mit Elisabeth Hagen, geb. Leonhardi, der Tochter des Malers Eduard Leonhardi (1828–1905), verheiratet und wohnte ab 1890 in Loschwitz, Leonhardistraße 20. Er starb 1926 in Dresden und wurde auf dem Loschwitzer Friedhof beigesetzt.

## Werke (Auswahl)
- Schwarznäschen, Opern-Einakter (mit Aufführungen in Bremen)
- Zwei Komponisten oder ein Schäferspiel in Versailles, Komische Oper in zwei Akten (mit Aufführungen in Hamburg, Riga und Dresden)[3]